# Wentzingerhaus

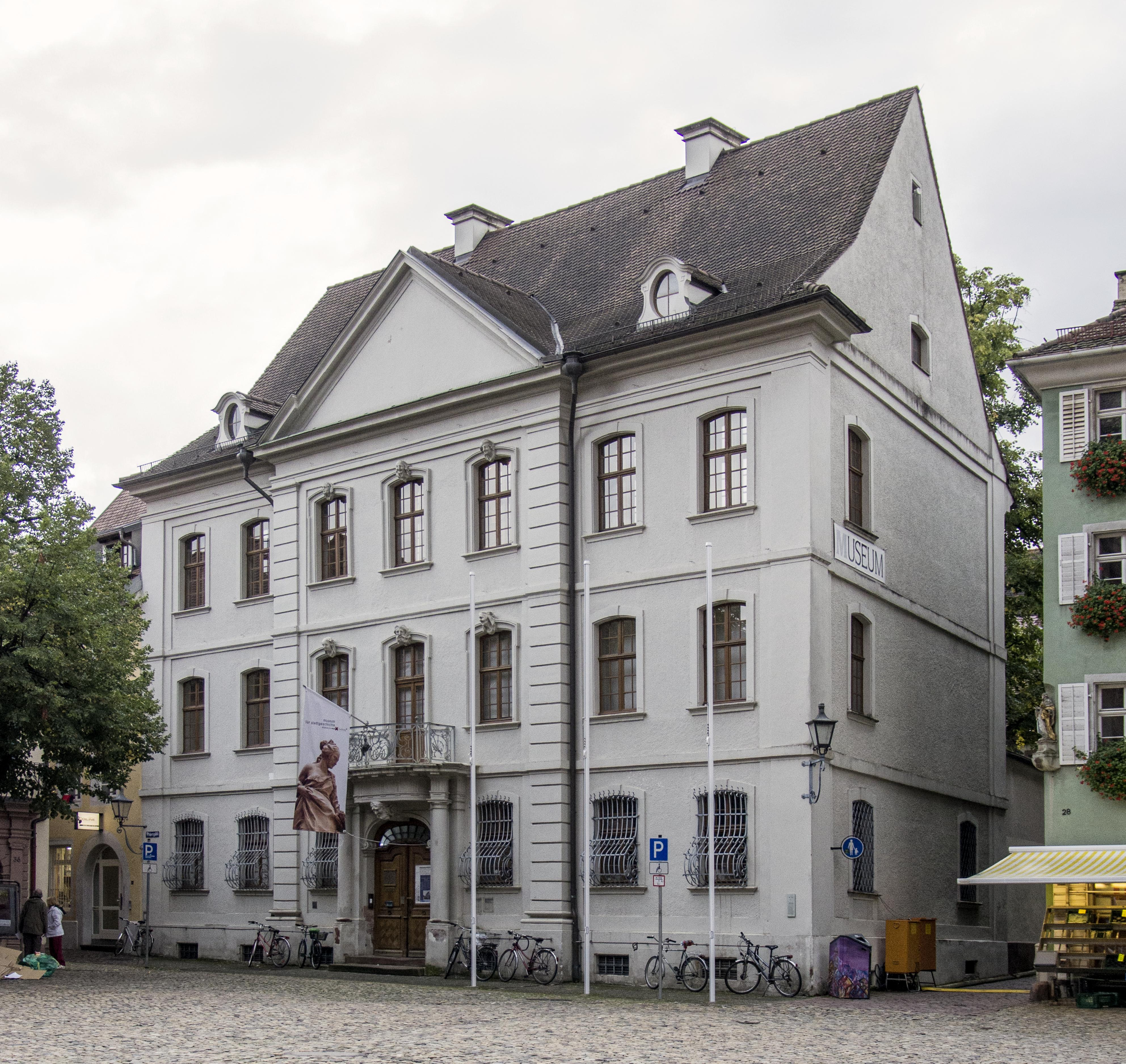
Wentzingerhaus „Zum Schönen Eck“ (2013)

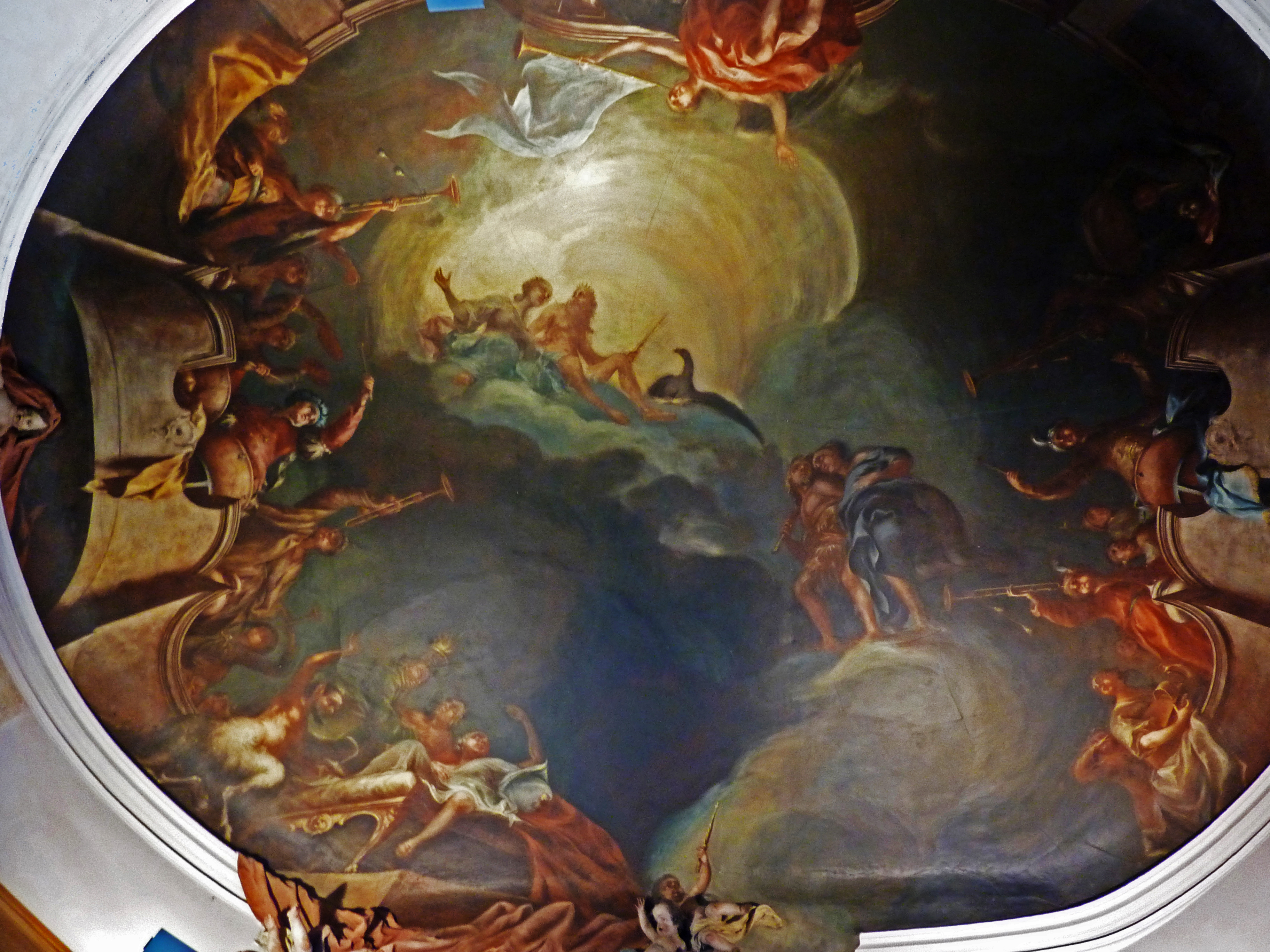
Deckengemälde im Treppenhaus

Das Wentzingerhaus, eigentlich Haus „Zum Schönen Eck“ in Freiburg im Breisgau ist nach 1761 von dem Maler, Bildhauer und Architekten Johann Christian Wentzinger als Atelier- und Wohnhaus erbaut worden. Es ist eines der wenigen im Originalzustand erhaltenen Künstlerhäuser des Spätbarock in Deutschland und stellt neben dem Freiburger Münster eines der wichtigsten Baudenkmäler von Freiburg im Breisgau dar. Besonders auffallend sind seine Fassade und das aufwändige Treppenhaus.
Der Mittelteil der dreigeschossigen Fassade zeigt ein aufwendig gerahmtes Säulenportal mit Balkon im ersten Obergeschoss. Sein Gitter ist mit einem kleinen Selbstporträt des Hausherrn in Büstenform geschmückt. Als Hauszeichen drückt es mit dem heiteren Blick Wentzingers zum Münsterturm bildhaft den seit dem Spätmittelalter überlieferten Hausnamen „zum Schönen Eck“ aus. Als Schlusssteine für die Öffnungen des Mittelrisalits hat Wentzinger Charakterstudien in Form vollplastischer Köpfe geschaffen.
Der bedeutendste Raum des Hauses ist der über zwei Stockwerke reichende Treppensaal mit Deckengemälde. Man erreicht ihn vom dunklen, in der Art einer Durchfahrt angelegten Flur im Erdgeschoss über die im Halbkreis geführte Treppe zum Obergeschoss, das als piano nobile ausgestaltet war. Vom Podest aus setzt sich die Treppe im Halbkreis nach oben fort und wird ein einer umlaufenden Galerie weitergeführt. Plastische Putti und Draperien überschneiden das Anschlussgesims und vermitteln zwischen der dreidimensionalen Welt und dem flachen Deckengemälde. Dessen Thema ist die „Einführung der frommen Seele in den Olymp, gestärkt durch Herkules, den Tugendhelden“. Vom Treppensaal und der Galerie her sind alle Räume der beiden oberen Stockwerke zugänglich.
Die Raumaufteilung von Wentzingers Wohnung und Reste von Dekor in Salon und Wohnzimmer im piano nobile sind erhalten oder konnten rekonstruiert werden. Im Erdgeschoss befanden sich Küche und Wirtschaftsräume, im obersten Stockwerk vermutlich die Atelierräume des Künstlers. Die beiden großen Gewölbekeller sind barock und überbauen mittelalterliche Strukturen, darunter zwei Sickergruben.
Im 1991/92 eigens überdachten Innenhof befinden sich die monumentalen Sandsteinskulpturen der Vier Jahreszeiten aus dem Park Schloss Ebnet, die zu den Hauptwerken Wentzingers zählen. Sie wurden im Schlosspark durch Kopien ersetzt und sind seit 1992 als Leihgabe der Bundesrepublik in musealem Zusammenhang zu sehen.
Das nach Wentzingers Tod 1797 gemäß seiner testamentarischen Verfügung verkaufte Gebäude diente weiterhin Wohnzwecken und wurde 1905 von der Stadt Freiburg erworben. Unter anderem war ab 1906 zeitweilig die 1880 gegründete Handelskammer im Haus untergebracht, die zuvor ihren Sitz im Haus zum Rosen hatte. Dort befindet sich heute die Sparkasse Freiburg-Nördlicher Breisgau. Seit 1927 diente das Haus als Gemäldegalerie des 1924 eröffneten Augustinermuseums. In den 1930er sollten hier die historischen Zimmer des Museums eingerichtet werden. Das bereits begonnene Projekt wurde bei Kriegsausbruch eingestellt. Von 1946 bis 1983 nutzte die Hochschule für Musik Freiburg das Wentzingerhaus als Direktions- und Seminargebäude. Mit dem Auszug der Hochschule wurden die Museumsplanungen wieder aufgenommen, zunächst für ein Barockmuseum, bis der Gemeinderrat 1984 auf Vorschlag von Oberbürgermeister Rolf Böhme im Wentzingerhaus stattdessen ein Museum für Stadtgeschichte einrichtete.
1994 bezog das neue Museum die Räume im Wentzingerhaus, das mit einer aufwändigen und denkmalgerechten Sanierung durch die Adelhausenstiftung, die das Haus 1988 von der Stadt erworben hatte, instandgesetzt worden war. Ein Stockwerk und Räume im EG mussten allerdings um Kosten zu sparen 1992 an das Städtische Kulturamt abgegeben werden, das weiterhin seinen Sitz im Wentzingerhaus hat. Die städtischen Einrichtungen sind Mieter der Freiburger Adelhausenstiftung. Nach der Schließung des Museums Ende 2024 und dem Umzug der Exponate ins Augustinermuseum 2025/26 ist die künftige Nutzung des Wentzingerhauses ungewiss.